# Vrbna
Vrbna (nemško Feldbach) je mesto na jugovzhodu zvezne dežele Štajerska v Avstriji.
Leži v dolini reke Rabe, v bližini meje s Slovenijo in Madžarsko. Z več kot 13.000 prebivalci je peto največje mesto v zvezni deželi Štajerska.